# Michael Hudson

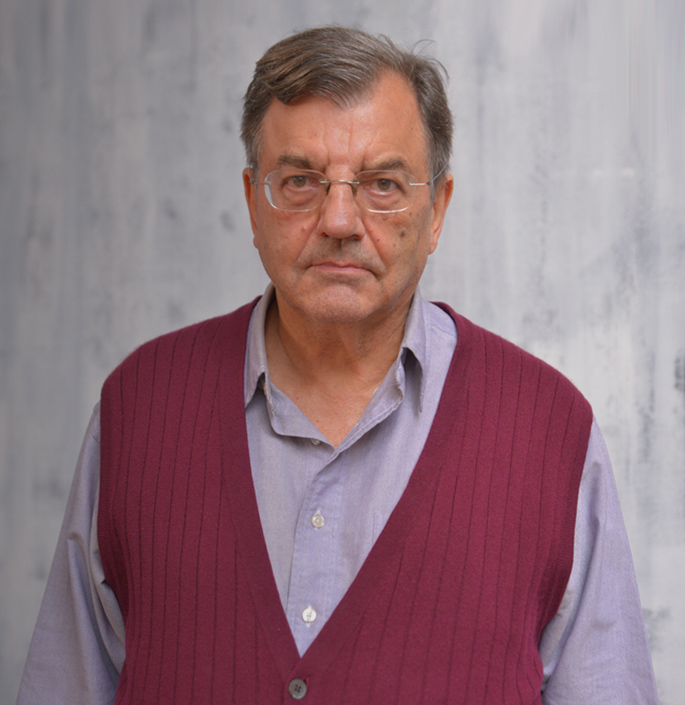
Michael Hudson, 2016

Michael Hudson (* 14. März 1939 in Chicago, Illinois) ist ein US-amerikanischer Wirtschaftswissenschaftler. Er ist Distinguished Research Professor an der University of Missouri–Kansas City, außerdem Finanzanalyst und Berater an der Wall Street sowie Präsident des Instituts für Langfristige Wirtschaftsentwicklung (Institute for the Study of Long-term Economic Trends, ISLET). Als Gründungsmitglied einer internationalen Forschungsgruppe (ISCANEE) forschte er über die Ursprünge der Wirtschaftslehren im Alten Orient. Seine Arbeiten auf diesem Gebiet beeinflussten David Graebers Buch Debt: The First 5000 Years.

## Leben
Hudson ist ein US-Amerikaner der fünften Generation und hat in der mütterlichen Linie Vorfahren aus den Ojibwe-Indianern. Sein Vater Nathaniel Carlos Hudson (1908–2003) studierte Wirtschaftswissenschaften an der Minnesota University, bevor er sich 1929, dem Jahr der Großen Depression, aktiv dem Gewerkschaftskampf anschloss. Er wurde aktiver trotzkistischer Gewerkschafter, Herausgeber des Northwest Organizer und The Industrial Organizer und schrieb Artikel für andere Gewerkschaftsveröffentlichungen. Als Hudson drei Jahre alt war, wurde sein Vater festgenommen. Der Smith Act, zielte darauf, die Trotzkisten in den Vereinigten Staaten zu bekämpfen. Hudsons politisch engagierte Eltern waren Unterstützer von Leo Trotzki. Nach eigenen Angaben ist er Trotzkis Patensohn.
Hudson erhielt eine Primar- und Sekundarschulbildung an einer Privatschule der University of Chicago Laboratory Schools. Nach seinem Abschluss belegte er an der Universität von Chicago zwei Studienfächer: Germanistik und Geschichte. 1959 erwarb Hudson den Bachelor-Abschluss. Danach arbeitete er als Assistent von Jeremy Kaplan bei Free Press in Chicago. Es gelang ihm, die Rechte an den englischsprachigen Ausgaben der Werke von Georg Lukács sowie die Rechte an den Nachlass-Werken von Leo Trotzki nach dem Tod seiner Witwe Natalja Sedowa zu erhalten.
Hudson, der sich von Kindheit an für Musik interessiert hatte, zog 1960 nach New York, in der Hoffnung, Schüler des Dirigenten Dimitris Mitropoulos zu werden. In New York stellte ihn jedoch sein Freund Gavin McFadyen dem Vater seiner Freundin, dem Ökonomen Terence McCarthy, vor. Seine Darstellung der internen Verbindung von natürlichen und finanziellen Zyklen, der Natur des Geldes und der öffentlichen Verschuldung beeindruckten Hudson so sehr, dass er beschloss, statt Musik Wirtschaft zu studieren. McCarthy wurde sein spiritueller Mentor und Lehrer.
1961 schrieb sich Hudson im Economics Department der New York University ein. Seine Masterarbeit war der Entwicklungspolitik der Weltbank gewidmet und besonderes Augenmerk wurde auf die Kreditpolitik im Agrarsektor gelegt. Viele Jahre später erkannte Hudson: "Die Themen, die mich am meisten interessierten - und den Schwerpunkt dieses Buches bildeten - wurden an der New York University, an der ich meinen Abschluss in Wirtschaftswissenschaften machte, nicht gelehrt. (...) Es gab nur einen Weg, um dies zu lernen: indem man für Banken arbeitet".
In einer Titelgeschichte für Harper’s Magazine machte er 2006 auf das drohende Platzen der Spekulationsblase im US-Immobilienmarkt und die daraus resultierenden Folgen für die gesamte Wirtschaft aufmerksam – zu einem Zeitpunkt, als dieses Thema von den übrigen Medien und der etablierten Ökonomik noch ignoriert wurde.
2007/08 war er oberster Wirtschaftsberater für Dennis Kucinich bei dessen Präsidentschaftskandidatur.
Hudson ist Mitglied der lettischen Denkfabrik Reform Task Force Latvia (RTFL) und kritisiert die Auflagen, die dem Land derzeit im Gefolge der Weltfinanzkrise von der Europäischen Union und dem Internationalen Währungsfonds (IMF) gemacht werden, als eine Benachteiligung zu Gunsten schwedischer und anderer ausländischer Banken. Hinsichtlich der Eurokrise plädiert er dafür, den Banken das Monopol auf die Schöpfung von Krediten zu nehmen.
In deutschen Medien wie der Frankfurter Rundschau, der FAZ oder junge Welt positioniert er sich zu wirtschaftspolitischen Fragen.

## Veröffentlichungen
- A Payments-Flow Analysis of U.S. International Transactions: 1960–1968. In: The Bulletin. NYU Graduate School of Business Administration. Nos. 61-63. März 1970
- mit Denis Goulet: The Myth of Aid: The Hidden Agenda of the Development Reports. Orbis Books, 1971
- Super Imperialism. The Economic Strategy of American Empire. Holt, Rinehart and Winston, New York 1972, ISBN 0-03-085996-4; überarbeitete Neuausgabe: Pluto Press, London 2003, ISBN 0-7453-1989-0 (PDF; 1,53 MB)
  - Interview von Standard Shaefer, CounterPunch, 23. April 2003
  - Sebastian Dullien: Rezension (Memento vom 26. Oktober 2005 im Internet Archive) (PDF) In: Intervention, Jahrgang 1, 2004, Heft 1 (erweiterte Fassung einer Rezension, Financial Times Deutschland, 1. Juli 2003)
    - Übers. Stephan Gebauer, Thorsten Schmidt: Finanzimperialismus: Die USA und ihre Strategie des globalen Kapitalismus. Klett-Cotta, 2017
- Economics and Technology in 19th Century American Thought: The Neglected American Economists. Garland Publishing, New York 1975, ISBN 0-8240-1037-X
- Global Fracture: The New International Economic Order. Harper and Row, New York 1977, ISBN 0-06-012004-5; 2. Auflage: Pluto Press, 2005 ISBN 0-7453-2394-4
- Canada in the New Monetary Order: Borrow? Devalue? Restructure! Butterworth, Toronto 1978, ISBN 0-920380-06-9
- Trade, Development and Foreign Debt: A history of theories of polarisation and convergence in the international economy. Pluto Press, London 1993
  - International Trade. ISBN 0-7453-0484-2
  - International Finance. ISBN 0-7453-0577-6
- The Lost Tradition of Biblical Debt Cancellations. The Henry George School of Social Science, New York 1993 (PDF; 939 kB)
- mit C. J. Miller, Kris Feder: A Philosophy for a Fair Society. Shepheard-Walwyn, London 1994, ISBN 0-85683-159-X
- mit Baruch Levine (Hrsg.): Privatization in the Ancient Near East and Classical World. Peabody Museum of Archaeology and Ethnology, Cambridge (Mass.) 1996 ISBN 0-87365-955-4
- mit Baruch Levine (Hrsg.): Urbanization and Land Ownership in the Ancient Near East. Peabody Museum of Archaeology and Ethnology, Cambridge (Mass.) 1999 ISBN 0-87365-957-0
- The mathematical economics of compound interest: a 4,000-year overview. In: Journal of Economic Studies. Band 27, Nr. 4/5, 2000, doi:10.1108/01443580010341853, S. 344–363 (Part I, Part II)
- mit Marc Van De Mieroop (Hrsg.): Debt and Economic Renewal in the Ancient Near East. CDL Press, Baltimore 2002, ISBN 1-883053-71-4
- mit Cornelia Wunsch (Hrsg.): Creating Economic Order: Record-Keeping, Standardization, and The Development of Accounting In The Ancient Near East. CDL Press, Baltimore 2004, ISBN 1-883053-85-4
- Trends that can’t go on forever, won’t: Financial bubbles, trade and exchange rates. In: Eckhard Hein, Torsten Niechoj, Heinz-Peter Spahn, Achim Truger (Hrsg.): Finance-led Capitalism? Macroeconomic Effects of Changes in the Financial Sector. Metropolis, Marburg 2008, ISBN 978-3-89518-705-6, S. 249–272
- The use and abuse of mathematical economics. In: real-world economics review. No. 55, Dezember 2010, S. 2–22 (PDF; 120 kB)
- The Bubble and Beyond: Fictitious Capital, Debt Deflation and Global Crisis. ISLET, 2012 ISBN 3-9814842-0-7
- Killing the Host: How Financial Parasites and Debt Bondage Destroy the Global Economy. ISLET, 2015 ISBN 978-3-9814842-8-1
  - Der Sektor. Warum die globale Finanzwirtschaft uns zerstört. Klett-Cotta, 2016 ISBN 978-3-608-94748-9
  - Ökonomie – Im Würgegriff der Finanzindustrie, Rezension Süddeutsche Zeitung, 27. November 2016, von Steffen Vogel
- J is For Junk Economics: A Guide to Reality in an Age of Deception. ISLET, ISBN 978-3-9814842-5-0
- ...and Forgive Them Their Debts: Lending, Foreclosure and Redemption from Bronze Age Finance to the Jubilee Year. ISLET, ISBN 978-3-9818260-3-6
- The Destiny of Civilization: Finance Capitalism, Industrial Capitalism or Socialism. ISLET, 2022. ISBN 978-3-9495460-6-8
- Finanzimperialismus Die USA und ihre Strategie des globalen Kapitalismus, Kletta-Cotta, Stuttgart 2018, ISBN 978-3-608-94753-3

## Filmografie
- Når boblene brister. Regie: Hans Peter Moland; Norwegen, USA, Griechenland 2012
- Four Horsemen. Regie: Ross Ashcroft, GB 2012
- Endstation Fortschritt? Regie: Mathieu Roy, Harold Crooks, Kanada 2011
- Plunder: The Crime of Our Time. Regie: Danny Schechter, USA 2009
- In Debt We Trust: America Before the Bubble Bursts. Regie: Danny Schechter, USA 2006